# Bistra (planina)
Bistra (mak. Бистра) je planina na zapadu Republike Makedonije, dio je većeg šarplaninskog gorskog lanca. Graniči s planinama;  Šar-planina, Bukovik, Stogovo, Krčin, Dešat i Korab. Na jugoistočnim padinama planine nalazi se kičevska kotlina i grad Kičevo. Sa sjevera se nalazi Mavrovsko jezero. Sa zapadne strane kanjon je rijeke Radike,  dijeli planinu Bistru od planine Stogovo.

## Osobine
Geološki, planina Bistra je krška planina, i ima brojne vrtače, udubine, pećine i erozijske udoline tipične za krš. Ima 14 većih krških polja,  Tonivoda, Govedarnik, Bardaš, Sultanica, Solumnica, Suvo pole, Mal Brezovec, Golem Brezovec, Čukni Topanica, Dolno Polce, Gornjo Polce, Tri Bari, Tri Groba i Lazaropole. Od spilja su najpoznatije Alilica i Kalina Dupka.
U prošlosti je bila poznata je po brojnim pašnjacima, i stadima ovaca, a danas se na njoj nalazi skijaški centar - Zare Lazarevski ( Mavrovo - Bistra). Planina Bistra, graniči s Nacionalnim parkom Mavrovo, i dobar dio ove planine dio je ovog poznatog parka.

## Vrhovi
Najviši vrh planine je Medenica na 2 163 metara, a ima još nekoliko vrhova viših od 2 000 metara a to su; Trebiška dupka (2151 m), Kjurkov dol (2110 m), Bistra (2101 m),  Jaročkač (2015 m) i Govedarnik (2011 m). Do vrha vodi vodi lagana staza, od
planinskog sela Galičnik (nalazi se na 1 350 nadmorske visine). Ovo naselje u novije vrijeme poznato je po etno priredbi - Galička svadba. 

## Vanjske poveznice
|  | Zajednički poslužitelj ima još gradiva o temi Bistra (planina) |

- O planini (na engleskom)
- ski centar Zare Lazarevski, Mavrovo  Arhivirana inačica izvorne stranice od 9. veljače 2011. (Wayback Machine)